# ホーンビー・ハイスクール
ホーンビー・ハイスクール（英語: Hornby High School、マオリ語: Te Huruhuru ao o Horomaka）は、ニュージーランドのクライストチャーチ西部ホーンビーにある国立の共学中等教育学校。第7学年から第13学年まで（10歳から18歳まで）の生徒693名を対象としている。

## 歴史
1975年2月にホーンビー地区で開校。恒久的な教室区画として、まず3学年240人分が用意された。しかしながら1976年初め、財務省と作業部会の遅れにより、設備の完成は延期となった。カンタベリー教育委員会は一時的な解決策として、移転可能な教室区画CEBUSを、学校施設の東端に計12カ所建設した。その後、1970年代のニュージーランドの典型的な国立中等学校タイプの恒久的な教室ブロックS68が建設されたが、CEBUS教室の大部分はまだ学校内に残されている。
当初は第9学年から第13学年までの中等教育学校であったが、近隣のブランストン中級学校が閉鎖されたことに伴い、2014年1月に7歳と8歳の学年が追加となった。